# Podari
Podari là một xã thuộc hạt Dolj, România. Dân số thời điểm năm 2002 là 6376 người.